# Crikvenica
Crikvenica (italsky Cirquenizza, latinsky Ad Turres) je chorvatské město a turistické letovisko na pobřeží Kvarnerského zálivu Jaderského moře, 25 km jihovýchodně od Rijeky při ústí řeky Dubračina. V roce 2011 zde žilo přes 11 000 obyvatel. Název získalo podle kláštera řádu Svatého Pavla Prvního Poustevníka postaveného v roce 1412.
Průměrná roční teplota v Crikvenici je 13,2 °C. Proto se místní obyvatelé zaměřují na farmářství, pěstování zeleniny a rybaření. Turistické možnosti jsou soustředěny podél tzv. riviéry, která se táhne od Jadranova na severu po Selce na jihu. Město má bohatou lázeňskou tradici, nachází se zde množství sanatorií a lázeňských pavilonů. Ve Vinodolské ulici se nachází mořské akvárium se středomořskou faunou a flórou a tropickými rybami. 
Město se skládá ze čtyř částí: Crikvenica, Dramalj, Jadranovo a Selce.

## Historie
Nejstarší částí Crikvenice je vrch Kotor. První osídlení zde byla v období starověkého Říma, kdy toto město neslo název Ad Turres. S příchodem Chorvatů se název změnil na Kod tor. V roce 1776 však toto město vyhořelo a znovu vybudovaná obec již nesla název Crikvenica. Za zakladatele se považuje panovník Nikola Frankopan IV.  V 19. století se zde začal rozvíjet turistický ruch. Roku 1877 byl vybudován přístav, v roce 1888 pláž a 1891 první hotel.

## Pamětihodnosti
- Kostel Nanebevzetí Panny Marie
- Kostel svatého Antonína
- Muzeum města Crikvenice
- Ateliér Zvonko Cara, místního malíře a sochaře
- Jezero Kavranovo, sladkovodní, velmi mělké jezero s hloubkou do jednoho metru, 2 km severně od města v nezastavěné oblasti
- Zřícenina hradu Badanj severně od města na pravém břehu Dubračiny

## Osobnosti
- Estanislao Karlic (* 1926), argentinský kardinál, jeho rodina pochází z 5 km vzdálené obce Karlići